# 申儀
申儀，生卒年不詳，表字不詳，益州上庸人，申耽弟。原東漢曹操將領，一度投劉備，終成三國曹魏將領。

## 生平

### 於劉備勢力時
原為上庸豪強大戶，與張魯投靠曹操，後來劉備攻曹操時改投靠劉備，任郡西屬，又被封為建信將軍、西城太守。後因樊城之戰中關羽失勢，原劉封屬下的申儀兄弟都隨孟達歸順曹操。

### 於曹魏勢力後
歸曹後，為魏興太守，受封真鄉侯，屯洵口，经常擅自刻印授人。魏明帝曹叡任期中，與孟達不和，導致孟達欲想叛魏投蜀漢（因被諸葛亮說服），申儀斷蜀道，使得蜀漢無法救孟達，因此孟達被司馬懿所斬殺。孟达死后，申仪有疑心，诸郡守奉礼祝贺司马懿，司马懿派人召来申仪，讯问其擅刻印情状，逮捕他解送京师。後來轉任為樓船將軍。此後就沒有記載其事跡。

## 三國演義
原曹操屬下，後劉封和孟達攻上庸才投劉備，後勸誘因不救關羽獲罪的孟達降魏。諸葛亮北伐時，孟達企圖歸蜀漢，後申儀兄弟之內應而敗亡。於街亭之戰為司馬懿屬下。
申耽也沒參與平孟達之亂，大概是孟達造反時申耽已逝世。
在央視版電視劇的《三國演義》中，還說孟達死後，申儀、申耽被司馬懿所殺，原因是反复無常，不可信任，這是央視版《三國演義》裡虛構情節。不見於正史與小說。